# Зелена (станція)
Зелéна — проміжна залізнична станція 5-го класу Знам'янської дирекції Одеської залізниці на електрифікованій лінії Користівка — Яковлівка між станціями Щаслива (14 км) та Яковлівка (13 км). Розташована в селі Зелене Кам'янського району Дніпропетровської області.

## Історія
Станція Зелена відкрита 1901 року. У 1962 році станція електрифікована змінним струмом (~25 кВ) в складі дільниці Знам'янка — П'ятихатки.

## Пасажирське сполучення
На станції Зелена зупиняються приміські поїзди сполученням Знам'янка — П'ятихатки.